# Rita Gani

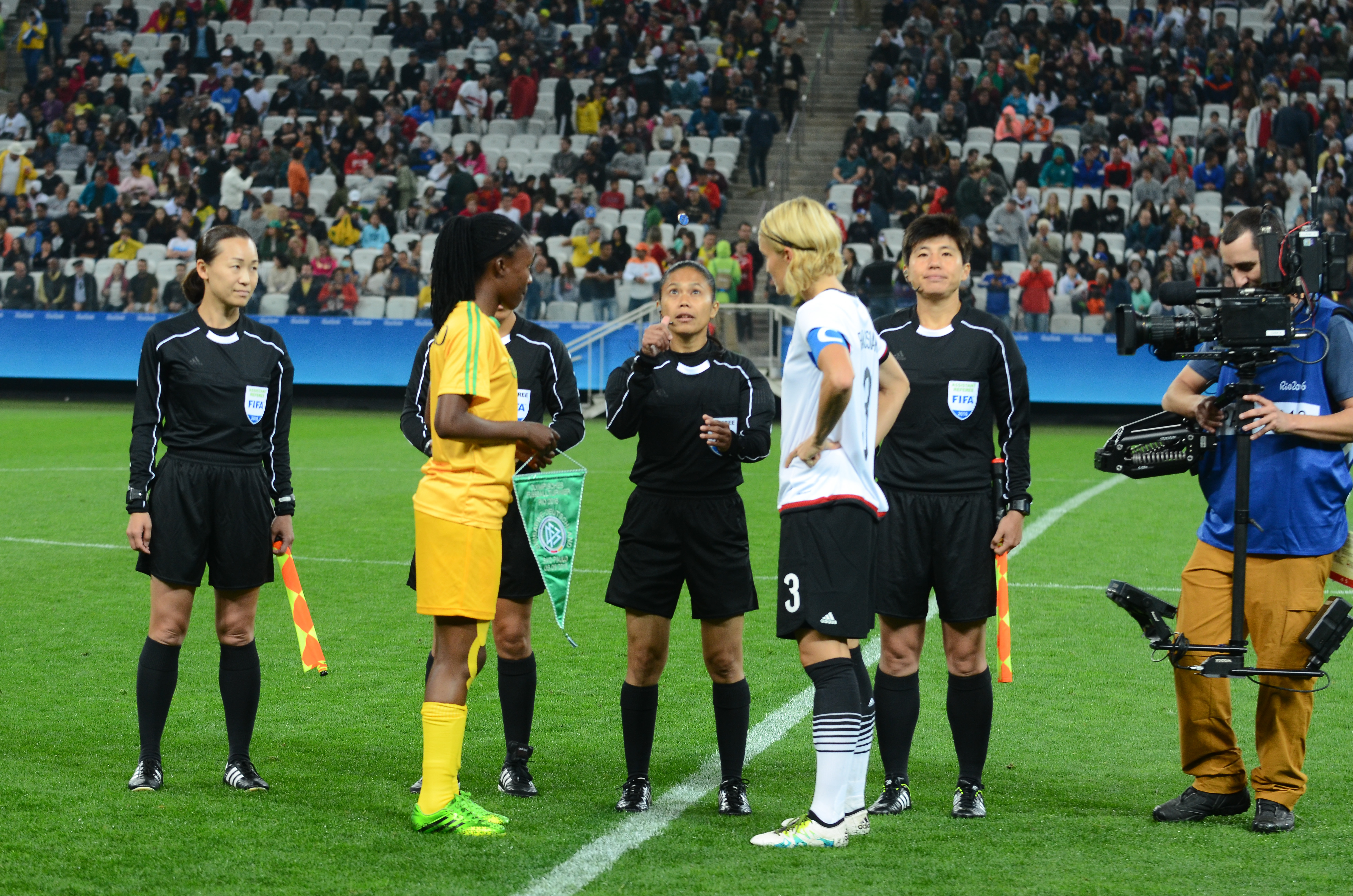
Rita Gani (Mitte) vor dem Anstoß des Gruppenspiels beim olympischen Fußballturnier 2016

Rita Binti Gani (* 11. Mai 1977) ist eine ehemalige malaysische Fußballschiedsrichterin.
Ab 2006 stand sie auf der FIFA-Liste und leitete internationale Fußballpartien.
Bei der Asienmeisterschaft 2014 in Vietnam leitete Gani zwei Gruppenspiele sowie das Halbfinale zwischen Südkorea und Australien (1:2).
Bei der Weltmeisterschaft 2015 in Kanada pfiff Gani ein Gruppenspiel.
Auch beim olympischen Fußballturnier 2016 in Rio de Janeiro leitete sie mit der Partie Simbabwe – Deutschland (1:6) ein Spiel in der Gruppenphase.